# Provincia de Tavush
Provincia de Tavush (en armenio: Տավուշի մարզ) es una de las provincias de Armenia. Está en el noreste del país, fronterizo con Georgia y Azerbaiyán. La capital es Ijevan.

## Geografía
Tavush ocupa el área nororiental de la República de Armenia. Hace frontera con Georgia por el norte y con Azerbaiyán por el este. Por la parte de Armenia, hace frontera con la provincia de Geghark'unik' por el sur, con la de Kotayk' por el sudoeste y con la de Lorri por el oeste. 

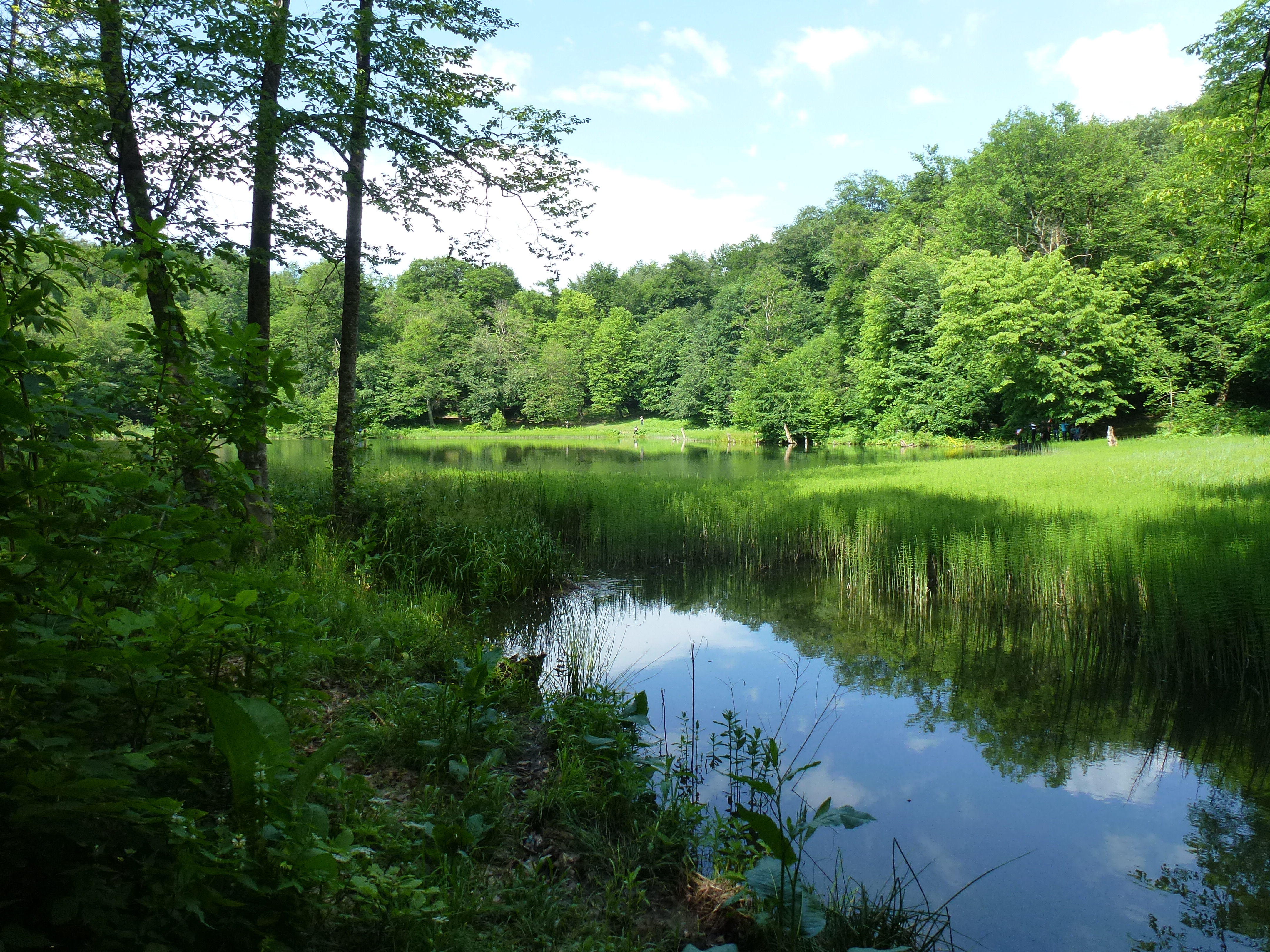
Lago Gosh, al sur de la provincia.

La altitud media de la región es de 900 m. El paisaje es montañoso, y aunque no supera los 3000 m de altitud, es muy empinado, con las alturas rocosas cubiertas por una alfombra verde de pradera alpina que hace que se la llame la pequeña suiza armenia. Por debajo de las cumbres hay numerosos bosques, muchos de ellos protegidos, como en el parque nacional Dilijan y en los Santuarios de Akhnabad Taxus Grove, Arjatkhelni Hazel, Gandzakar, Ijevan y Zikatar.
Toda la provincia pertenece al Cáucaso Menor. La cima más alta es el pico Miapor, de 2993 m, al sur, en la frontera con Geghark'unik', mientras el punto más bajo tiene una altitud de 380 m en el valle del río Debet, cerca de la localidad de Debedavan, en el extremo noroeste, en la frontera con la provincia de Lorri y Georgia.

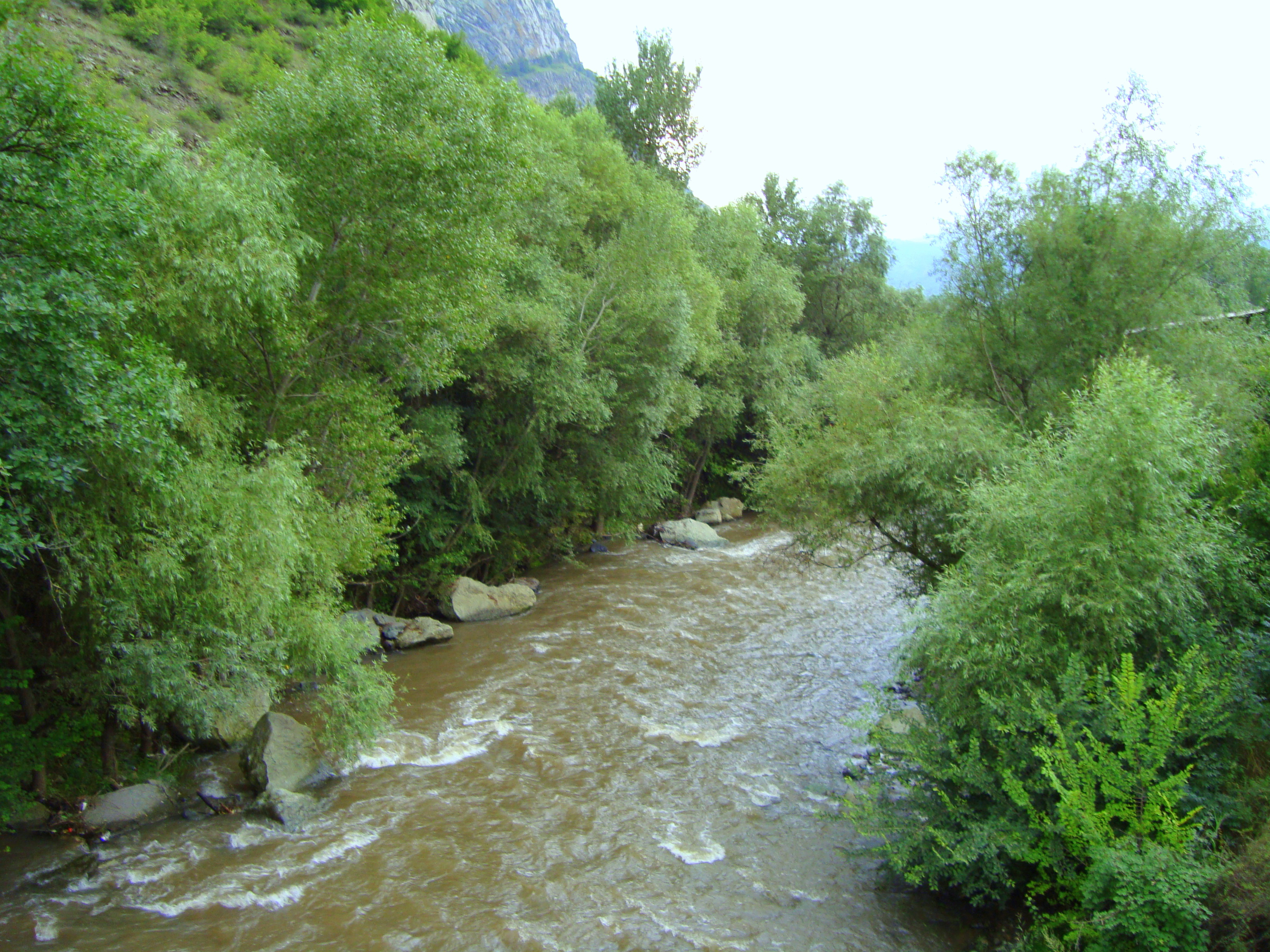
Río Agstev

La cuenca principal es el valle del río Agstev, que recorre el país de sudoeste a nordeste, y entra en Azerbaiyán para desembocar en el río Kura. Sus tributarios son los ríos Getik, Voskepar y Sarnajur. Otros ríos más pequeños son el Akhum, el Tavush y el Khndzorut.
Tavush es la provincia con mayores recursos de agua dulce. Posee numerosos manantiales y varios lagos pequeños entre los que destacan el lago Parz, en el parque nacional Dilijan, al sudoeste de la provincia, y el lago Gosh, al este del anterior, cerca del monasterio de Goshavank.

## Comunidades
| Ijevan | Dilijan                                                                  | Noyemberyan | Tavush (Berd) |
| --- | ------------------------------------------------------------------------ | --- | --- |
| 1. Achajur 2. Acharkut 3. Aknaghbyur 4. Aygehovit 5. Azatamut 6. Berkaber 7. Ditavan 8. Gandzakar 9. Getahovit 10. Hovk 11. Ijevan 12. Khashtarak 13. Kirants 14. Lusadzor 15. Lusahovit 16. Sarigyugh 17. Sevkar 18. Tsaghkavan 19. Vazashen 20. Yenokavan | 1. Aghavnavank 2. Dilijan 3. Gosh 4. Haghartsin 5. Khachardzan 6. Teghut | 1. Archis 2. Ayrum 3. Baghanis 4. Bagratashen 5. Barekamavan 6. Berdavan 7. Debetavan 8. Deghdzavan 9. Dovegh 10. Haghtanak 11. Jujevan 12. Koghb 13. Koti 14. Lchkadzor 15. Noyemberyan 16. Ptghavan 17. Verin Kyorplu 18. Voskepar 19. Voskevan | 1. Artsvaberd 2. Aygedzor 3. Aygepar 4. Berd 5. Chinari 6. Chinchin 7. Choratan 8. Itsakar 9. Mosesgegh 10. Navur 11. Nerkin Karmir aghbyur 12. Norashen 13. Paravakar 14. Tavush 15. Tsaghkavan 16. Varagavan 17. Verin Karmir aghbyur 18. Shamakhyan |

### Fortalezas y sitios arqueológicos
- Fortaleza Tavush del siglo X
- Fortaleza Berdavan del siglo X
- Fortaleza Aghjkaberd

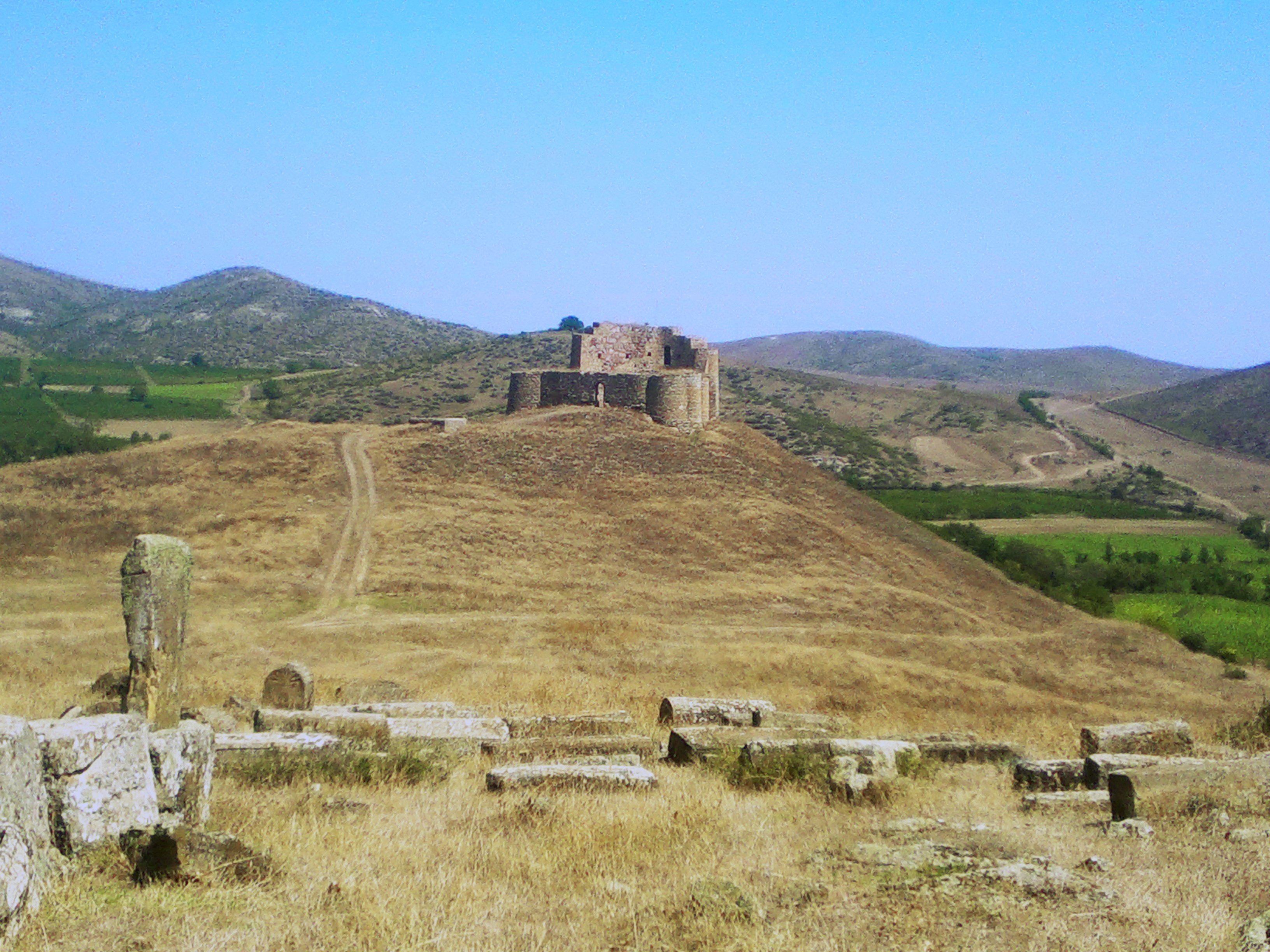
Fortaleza Berdavan del

- Puente de Sranots, de los siglos XIII y XIV

### Iglesias y monasterios
- Capilla de Tsrviz, del siglo V

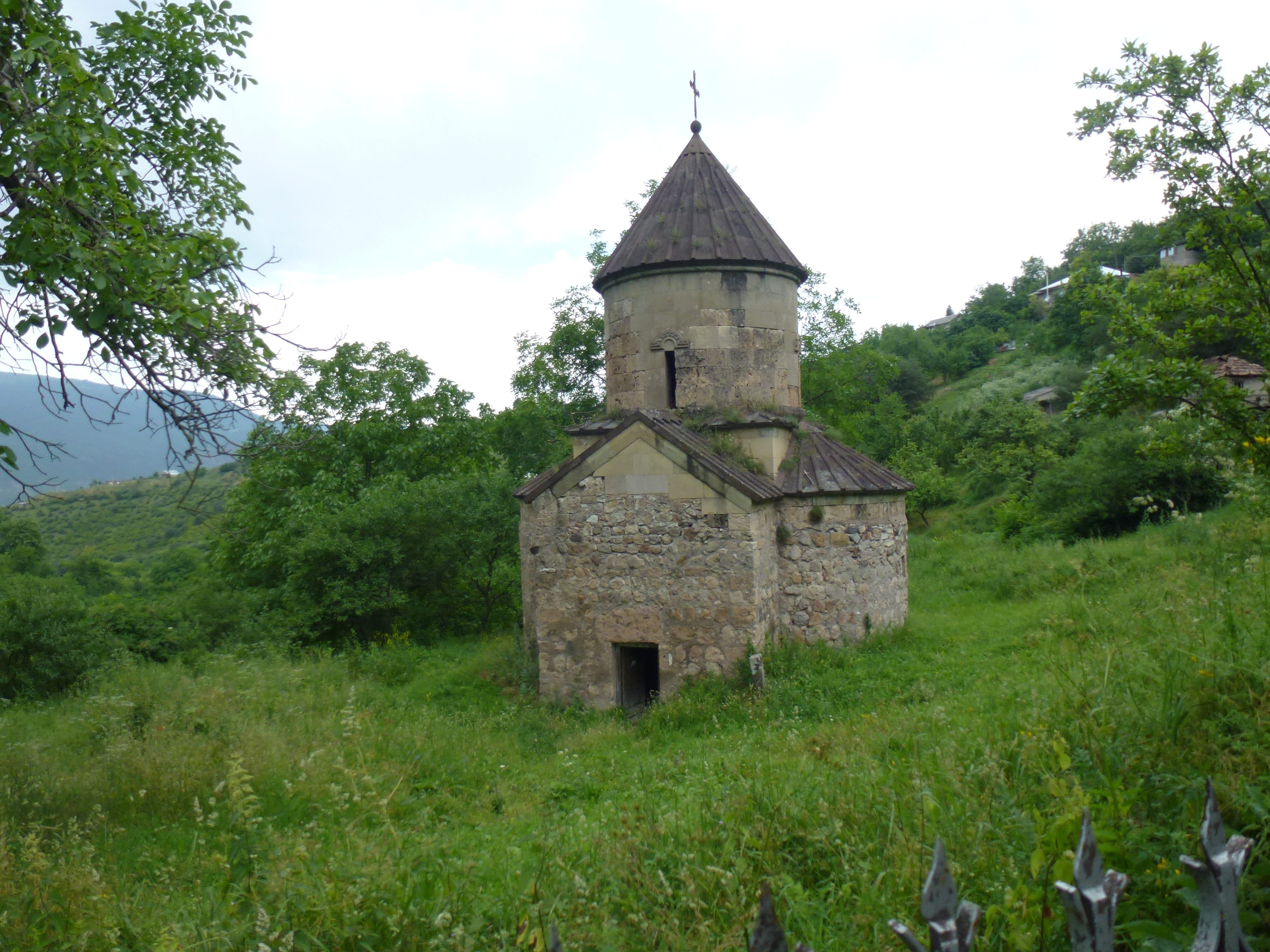
Capilla de Tsrviz, del

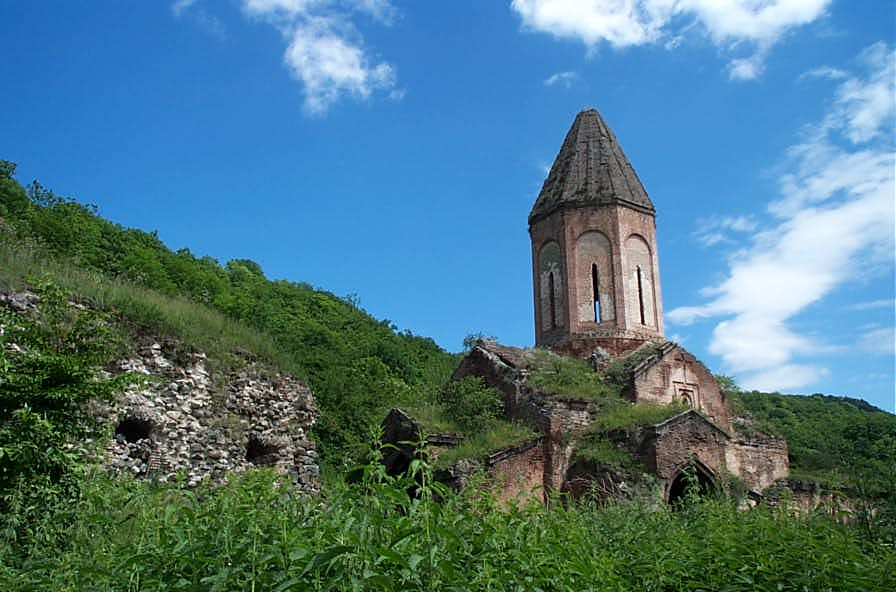
Monasterio de Kirants, del

- Iglesia Santa Madre de Dios de Voskepar, del siglo VII
- Monasterio de Kirants, del siglo VIII
- Monasterio de Makaravank, del siglo X
- Monasterio de Jukhtak Vank, de los siglos XI y XII
- Monasterio de Goshavank, del siglo XII
- Monasterio de Aghavnavank, de los siglos XII-XIII
- Monasterio de Samsonavank, de los siglos XII-XIII
- Monasterio de Shkhmurad, de los siglos XII-XIII
- Monasterio de Matosavank, de 1247
- Monasterio de Arakelots (Kirants), del siglo XIII
- Monasterio de Haghartsin, del siglo XIII
- Monasterio de Nor Varagavank, del siglo XIII
- Monasterio de Khoranashat, del siglo XIII
- Monasterio de Srvegh, del siglo XIII